# Lotte Verbeek
Lotte Verbeek (* 24. června 1982 Venlo, Nizozemsko) je nizozemská herečka, tanečnice a modelka. Její nejznámější rolí je Giulia Farnese v televizním seriálu Borgiové.

## Životopis
Narodila se ve městě Venlo v Nizozemsku. Chodila na gymnázium Collegium Marianum, v roce 2008 absolvovala na divadelní škole v Amsterdamu. Od roku 1999 chodila do taneční akademie v Arnhemu a amsterdamské akademie jazzového a muzikálového divadla a tance, kde absolvovala v roce 2006. Navštěvovala zde hodiny zpěvu a na workshopy. Během studií pracovala jako tanečnice a modelka pro fotografa Erwina Olafa.
Mluví nizozemsky, anglicky, francouzsky, německy a italsky.

## Kariéra
Po dokončení střední školy svou kariéru započala hlavními rolemi v nizozemských filmech Moes a Links. V druhém filmu ztvárnila pět rolí. V roce 2009 vyhrála za svůj výkon v nizozemském filmu Nothing Personal cenu Leopard pro nejlepší herečku na Mezinárodním filmovém festivalu v Locarnu. Za tuto roli získala také cenu pro nejlepší herečku na Mezinárodním filmovém festivalu v Marrákéši a byla nominovaná na cenu Zlaté tele pro nejlepší herečku na Nizozemském filmovém festivalu. V roce 2010 získala cenu Shooting Stars na Berlínském mezinárodním filmovém festivalu. Ve stejném roce byla obsazena do italské minisérie Le Ragazze dello Swing, založené na příběhu o hudební skupině Trio Lescano. Za hlavní roli Judith Leschan získala cenu Zlatá nymfa, společně s Andreou Osvart a Elise Schaap, na televizním festivalu v Monte Carlu.
V letech 2011 až 2013 ztvárnila Giuliu Farnese v dramatickém seriálu Borgiové, kde se objevila po boku Jeremyho Ironse v roli papeže Alexandra VI. Seriál se natáčel v Budapešti a vytvořila ho Neil Jordan. V roce 2012 vytvořila dvojroli dvojčat Therese a Angelique v erotickém thrilleru Suspension of Disbelief, který napsal a režíroval Mike Figgis a promítal se na Filmovém festivalu v Římě.
Jako divadelní herečka se představila v inscenaci Wayna Trauba, Maria Magdalena na evropském turné v roce 2009. Jejím hlasovým oborem je soprán. Nicméně, ve filmu Le Ragazze dello Swing, písně zpívá skupina The Blue Dolls.
V roce 2014 ztvárnila Geillis Duncan v televizním seriálu Cizinka a byla obsazena do role Heleny ve filmu Poslední lovec čarodějnic, kde později hrála s Vinem Dieselem.
Dne 9. října 2015 bylo na newyorském Comic Conu oznámeno, že si zahraje v druhé sezóně seriálu Agent Carter manželku Edwina Jarvise, Anu Jarvis.

## Filmografie
| Rok       | Název                     | Role                                      | Poznámky                        |
| --------- | ------------------------- | ----------------------------------------- | ------------------------------- |
| 2007      | Zmizeli beze stopy        | Carlie de Heer                            | televizní seriál                |
| 2008      | Moes                      | Mona                                      | televizní seriál                |
| 2008      | Links                     | Stella, Ester, Lucy, sekretářka, doktorka | televizní seriál                |
| 2009      | Nothing Personal          | Annie                                     |                                 |
| 2010      | Le Ragazze dello Swing    | Judith Leschan                            | televizní minisérie             |
| 2011-2013 | Borgiové                  | Giulia Farnese                            | televizní seriál, vedlejší role |
| 2012      | Suspension of Disbelief   | Therese/Angelique                         |                                 |
| 2014      | Hvězdy nám nepřály        | Lidewij Vliegenthart                      |                                 |
| 2014-2016 | Cizinka                   | Geillis Duncan                            | televizní seriál, vedlejší role |
| 2015      | Poslední lovec čarodějnic | Helena                                    |                                 |
| 2016      | Černá listina             | Katarina Rostova                          | televizní seriál                |
| 2016      | Agent Carter              | Ana Jarvis                                | televizní seriál                |